# ジャック・ショルダー
ジャック・ショルダー（Jack Sholder、1945年6月8日 - ）は、アメリカ合衆国の映画監督。ペンシルベニア州フィラデルフィア出身。
ウェスタン・カロライナ大学にて英文学を学ぶ傍ら、映画に夢中になりキャサリン・マンスフィールドの小説を基にした短編映画を何本か製作した。
大学卒業後、編集者になる為にニューヨーク市に引っ越した際に、ニュー・ライン・シネマのロバート・シェイと知り合い、定期的に予告編やタイトルバックを編集した。1980年、『 13日の金曜日』がヒットした頃、ニュー・ライン・シネマは独自のホラー映画を作ろうとしていた。 ショルダーは"精神分裂患者と、それと戦う精神科医"という異色の題材によるバイオレンス・ホラー『ジャンク・イン・ザ・ダーク』を企画した。 ショルダーは2020年のインタビューで、「ボブ（シェイ）は私が編集者としての腕前が十分であり、彼は私が全ての作品を上手く仕上げてくれる事を知っていたので、この企画を信頼してくれた。」と語っている。
『ジャンク・イン・ザ・ダーク』のヒットにより、ショルダーは『エルム街の悪夢2 フレディの復讐』の監督を務め、こちらも見事大ヒットさせた。この2本の成功により、ショルダーの元には大量のホラー映画の仕事が舞い込むようになった。しかし、彼はそこまで興味を示さなかったので、代わりにニュー・ライン・シネマは"寄生体を転々と変えつつ殺戮を繰り返すエイリアンを追うFBIとロサンゼルス市警察の刑事"の活躍を描いたSFアクション映画『ヒドゥン』の企画を提供。こちらは大ヒットまではいかなかったものの、1987年のアボリアッツ国際ファンタスティック映画祭にて『ロボコップ』を抑え見事グランプリを獲得。ショルダーがアクションの演出にも長けている事を証明した作品となった。
しかし、この頃から仕事が低迷し始め低予算のB級サスペンス、アクション映画などを手がけてゆく事になる。（ちなみに、2012年のインタビューで、ショルダーは『アラクニッド』が最も嫌いな監督作品であると語っている。）
その後、母校のウェスタン・カロライナ大学（Western Carolina University）で演劇・映画学科教授を務め、2004年より同学映画・テレビ製作課程の課程責任者を務めている。
日本映画にも造詣が深く、菅原文太主演『山口組外伝 九州進攻作戦』のアメリカ公開版の脚本とポスターデザインを担当した他、千葉真一主演『激突! 殺人拳』の海外版ブルーレイの特典映像に出演している。

## フィルモグラフィ
- バーニング The Burning (1981) - 編集
- ジャンク・イン・ザ・ダーク Alone in the Dark (1982)
- エルム街の悪夢2 フレディの復讐 A Nightmare on Elm Street 2: Freddy's Revenge (1985)
- ヒドゥン The Hidden (1987)
- レネゲイズ Renegades (1989)
- ラスト・カウントダウン/大統領の選択 By Dawn's Early Light (1990)
- タイムアクセル12:01 12:01 (1990)
- サイバークローン Natural Selection (1994)
- The Omen (1995)
- ブラインド・ウィットネス/猟奇レイプ犯 Sketch Artist II: Hands That See (1995)
- ジェネレーションX Generation X (1996)
- ランナウェイ・カー Runaway Car (1997)
- WISHMASTER スーペリア Wishmaster 2: Evil Never Dies (1999)
- スーパーノヴァ Supernova (2000) - ノンクレジット
- アラクニッド Arachnid (2001)
- シグナル・コネクション Beeper (2002)
- ジョーズ 恐怖の12日間  12 Days of Terror (2004)